# Pigeon Spire
Pigeon Spire är ett berg i Kanada.   Det ligger i provinsen British Columbia, i den södra delen av landet, 3 100 km väster om huvudstaden Ottawa. Toppen på Pigeon Spire är 3 156 meter över havet, eller 186 meter över den omgivande terrängen. Bredden vid basen är 0,55 km.
Terrängen runt Pigeon Spire är huvudsakligen bergig.Trakten runt Pigeon Spire är nära nog obefolkad, med mindre än två invånare per kvadratkilometer.. Det finns inga samhällen i närheten. 
Trakten runt Pigeon Spire består i huvudsak av gräsmarker.